# فارمو
فارمو (فريوليان: فيلديفار ) هي كوموني (بلدية) في مقاطعة أوديني في منطقة فريولي فينيتسيا جوليا الإيطالية، وتقع على بعد حوالي 70 كيلومتر (43 ميل) شمال غرب ترييستي وحوالي 30 كيلومتر (19 ميل) جنوب غرب أوديني.
تقع فارمو على حدود البلديات التالية: بيرتيولو، كامينو آل تاليامنتو، كودرويبو، مورسانو آل تاليامنتو، ريفيغنانو، رونشيس، سان ميشيل آل تاليامنتو.
تضم بلدية فارمو 9 مدن ومحليات مختلفة: المدينة الرئيسية فارمو، سانتا ماريزا (مع ليفاتا)، جراديسكوتا، بلغرادو (مع كاسالي دي بلغرادو)، روفيريدو، رومان، كانوسيو (مع إيزولا مورا، وراء نهر تاليامنتو) ومادريسيو (مع كاسينوف ) وكورنازاي (مع سانتا ماريزوتا وكاسالي بيبي وس.ب دي مادريسو).